# Interrex
El interrex (interrey) fue una magistratura romana. Se trataba literalmente de un regente «entre reyes» (en latín, inter reges) durante la Monarquía romana y la República romana. En términos efectivos era un regente de corto plazo. 

## Historia y funciones
El periodo que existe entre el deceso de un rey, hasta la coronación del sucesor, se llamaba interregnum, ya que la monarquía romana no era hereditaria.
La magistratura de interrex se habría instituido a la muerte de Rómulo cuando el senado romano quiso lograr la soberanía en lugar de elegir un rey; entonces el senado estaba formado por 100 miembros y dividido en 10 decurias y en cada una se nombró un senador; los 10 senadores escogidos fueron denominados interreges y cada uno tuvo el poder supremo por espacio de 5 días; el periodo sin rey se llamó interregnum. Los interreges acordaron que se había de escoger un rey y que harían una propuesta al senado; la curia podía aprobar o rechazar al candidato.
Durante la República, el cargo de interrex se utilizó a menudo; era un magistrado temporal encargado de celebrar los comicios en ausencia de los cónsules cuando estos estaban ausentes, generalmente por guerras. El cargo solo duraba cinco días (igual que en el periodo monárquico), y los comicios generalmente no los podía celebrar el primer interrex sino normalmente el segundo o el tercero (incluso se conoce un caso en que fue el decimocuarto). Los comicios para la primera elección de cónsules en la república fueron dirigidos por Espurio Lucrecio Tricipitino como interrex; hasta el 482 a. C. fueron elegidos por el senado formado exclusivamente por patricios y no podían ser elegidos plebeyos; más tarde se creó la figura de los tribunos de la plebe, que generalmente se opusieron al nombramiento de interrex, que siempre eran patricios. Se nombraron interreges hasta la segunda guerra púnica. 
La figura de interrex no volvió a aparecer hasta que en tiempo de Sila se nombró un interrex para dirigir los comicios que lo eligieron dictador romano (82 a. C.). En 55 a. C., un interrex dirigió los comicios donde Cneo Pompeyo Magno y Marco Licinio Craso fueron elegidos cónsules; también hubo interrex en 53 a. C. y 52 a. C., en este último año por los comicios donde Pompeyo fue elegido cónsul único. El cargo desapareció posteriormente.